# Problema dell'irrigatore di Feynman

Confrontro tra un irrigatore convenzionale (1) e un irrigatore inverso (2)

Il problema dell'irrigatore di Feynman, detto anche problema dell'irrigatore inverso di Feynman, è un enigma relativo alla meccanica dei fluidi che propone di predire il comportamento di un dispositivo simile a un irrigatore da giardino che invece di spruzzare acqua la aspira, se questo viene immerso in un serbatoio pieno di acqua.
Sebbene oggi sia comunemente associato al famoso fisico statunitense Richard Feynman, il problema non è stato proposto per la prima volta da lui, né egli ne ha mai fornito una soluzione, tuttavia Feynman ha avuto il merito di averlo portato all'attenzione della comunità scientifica, pubblicandolo nel suo famoso libro Sta scherzando, Mr Feynman!. Sin dalla sua pubblicazione, il quesito è stato oggetto di un intenso e incredibilmente longevo dibattito, poiché è stato osservato che il dispositivo generalmente rimane stabile, tuttavia, con un attrito sufficientemente basso e una velocità di aspirazione elevata, è stato osservato che esso inizia a girare nella direzione opposta a quella di un irrigatore convenzionale.

## Storia
La prima trattazione documentata del problema si trova nel terzo paragrafo del terzo capitolo del libro Die Mechanik in Ihrer Entwicklung Historisch-Kritisch Dargerstellt, scritto da Ernst Mach e pubblicato per la prima volta nel 1883. In essa, il fisico austriaco scrisse che un simile dispositivo - in quel caso immerso nell'aria e aspirante aria - non mostrava "nessuna distinta rotazione".
All'inizio degli anni 1940, e apparentemente senza consapevolezza della precedente discussione di Mach, il problema cominciò a circolare tra i membri del dipartimento di fisica dell'Università di Princeton, generando un vivace dibattito. Richard Feynman, all'epoca dottorando a Princeton, costruì un esperimento improvvisato all'interno delle strutture del laboratorio del ciclotrone dell'università, che tuttavia si concluse con l'esplosione della damigiana di vetro usata come parte dell'allestimento, che si frantumò quando la pressione interna diminuì troppo.
Nel 1966, Feynman rifiutò l'offerta del caporedattore di The Physics Teacher di discutere il problema sulle pagine della rivista, opponendosi peraltro al fatto che esso fosse chiamato "problema di Feynman" e indicando invece la trattazione presente nel libro di Mach. Tuttavia, il fisico statunitense menzionò il problema nel suo libro del 1985 Sta scherzando, Mr Feynman!, raccontando dell'incidente occorsogli nella realizzazione del sopraccitato esperimento. Nel libro, Feynman fornisce una motivazione sul perché il dispositivo dovrebbe ruotare in avanti e un'altra sul perché dovrebbe invece ruotare all'indietro, senza dire se e come esso si sia effettivamente mosso nella sua esperienza. In un articolo scritto nel 1988, poco dopo la morte di Feynman, John Wheeler, che era stato suo relatore per la tesi di dottorato a Princeton, affermò che nell'esperimento l'"irrigatore inverso" aveva avuto un piccolo tremore all'inizio dell'aspirazione, non mostrando poi più alcuna reazione nel prosieguo della stessa.
Nel 2005, il fisico Edward Creutz - responsabile del ciclotrone di Princeton all'epoca dell'incidente - rivelò in un comunicato di aver assistito Feynman nell'impostazione del suo esperimento e che, quando fu data pressione per forzare l'acqua a uscire dalla damigiana attraverso la testa dell'"irrigatore inverso":

## Il problema
Nel suo libro, Feynman espone il problema come di seguito:

## Il dispositivo
Il dispositivo di cui si richiede di prevedere il comportamento questione è identico a un convenzionale irrigatore da giardino avente gli ugelli ricurvi, disposti in cerchio e uniformemente distanziati e libero di girare attorno al proprio asse quando l'acqua viene pompata fuori da questi ultimi - praticamente con un funzionamento identico a quello dell'antica eolipila - che però aspira il fluido, in cui è completamente immerso, invece di spruzzarlo.

## Soluzione
La maggior parte delle trattazioni teoriche pubblicate di questo problema conclude che l'irrigatore inverso ideale non subirà alcuna rotazione nel suo stato stazionario. Ciò può essere compreso in termini di conservazione del momento angolare: allo stato stazionario, la quantità di momento angolare trasportato dal fluido in ingresso è costante, il che implica che non esiste alcun momento torcente sull'irrigatore stesso.
In alternativa, ragionando in termini di forze agenti su ogni singolo ugello, si consideri l'illustrazione di Mach sopra riportata. Sono presenti:
- la forza di reazione sull'ugello mentre questi aspira il fluido, che tira l'ugello in senso antiorario;
- la forza esercitata dal fluido in entrata che, colpendo l'interno dell'ugello, lo spinge in senso orario.

Queste due forze sono uguali e opposte, quindi l'aspirazione del fluido non provoca alcuna risultante netta diversa da zero sull'ugello dell'irrigatore.
Per quanto riguarda la sperimentazione: molti esperimenti, databili fino a Ernst Mach, non hanno riscontrato alcuna rotazione dell'irrigatore inverso. In configurazioni con attrito sufficientemente basso e velocità di aspirazione elevata, tuttavia, è stato però osservato che l'irrigatore inverso gira nel senso opposto all'irrigatore convenzionale, anche nello stato stazionario. Tale comportamento potrebbe essere spiegato dalla diffusione della quantità di moto in un fluido non-ideale, tuttavia, un'attenta osservazione degli apparati sperimentali mostra che questa rotazione è associata alla formazione di vortici all'interno del corpo dell'irrigatore. Un'analisi della distribuzione effettiva delle forze e della pressione in un irrigatore inverso non ideale fornisce la base teorica per spiegare la rotazione, rivelando che le differenze nelle regioni su cui agiscono le forze interne ed esterne generano una coppia di forze aventi bracci di momento diversi che risulta essere coerente con la rotazione inversa osservata. La risultante asimmetria nel campo di flusso a valle delle curve degli ugelli, ossia nel corpo dell'irrigatore, conferma il ruolo dei vortici nello sviluppo della rotazione inversa del dispositivo, suggerendo quindi la presenza di un meccanismo generante vortici in una direzione coerente.
Oltre a rispondere alla domanda di Feynman, i risultati dell'esperimento sopraccitato sono stati importanti anche nel suggerire la necessità di effettuare ulteriori indagini sulla generazione di forze dovute ai flussi nonché sui ruoli della geometria e del numero di Reynolds.